# دوري كرة القدم الغربي 1903–04
دوري كرة القدم الغربي 1903–04 (بالإنجليزية: 1903–04 Western Football League)‏ هو موسم من دوري كرة القدم الغربي ‏. فاز فيه توتنهام هوتسبير.